# Will Daniels
Will Daniels, né le 21 avril 1986 à Poughkeepsie, dans l'État de New York, est un joueur américain de basket-ball. Il évolue aux postes d'ailier fort et d'ailier.

## Biographie
En juillet 2010, il signe à Nanterre.
À la fin de la saison 2010-2011, il resigne avec Nanterre pour un an,.
À la fin de la saison 2011-2012, annoncé sur le départ, il quitte Nanterre pour Riga en Lettonie.
Durant l'été 2013, courtisé par Nanterre, il retourne en France et participe au premier tour de l'Euroligue. Lors de la Leaders Cup 2014, il tourne à 16,7 points à 68 %, 4,3 rebonds pour 17,3 d’évaluation en 27 minutes pour trois matches joués.
En septembre 2014, Daniels rejoint le BK Nijni Novgorod, club russe participant à l'Euroligue mais en novembre, il est licencié,.
Après un passage à Guaynabo, club de Porto Rico, Will Daniels retrouve la Pro A en signant avec le CSP Limoges.